# Pierre de la Vieuville
 (novembre 2022).
Si vous disposez d'ouvrages ou d'articles de référence ou si vous connaissez des sites web de qualité traitant du thème abordé ici, merci de compléter l'article en donnant les références utiles à sa vérifiabilité et en les liant à la section « Notes et références ».
Pierre de la Vieuville fut un seigneur de Farbus (Pas de Calais), Royaucourt-et-Chailvet (Aisne), Montbavin et Montarcène, qui lui est adjugé le 29 octobre 1563, pour 1744 livres, 17 sols et 6 deniers.
Seigneur de Givaudeau et Villemontry (Ardennes), chevalier de l'ordre du Roi lorsqu'il est reçu dans l'ordre de Saint-Michel le 25 décembre 1567, distinction réservée à trente-six seigneurs proches du roi Louis XI, son créateur en 1469., il fut aussi gentilhomme ordinaire de la Chambre du roi Charles IX dès 1556.

## Biographie
La carrière militaire de Pierre de La Vieuville est liée aux guerres contre Charles-Quint en Champagne puis aux débuts des guerres de religion. Pour mieux la comprendre, il est important de détailler au préalable l'environnement familial de sa mère Perrine de Saint-Waast. Celle-ci est en effet veuve de Jean, Seigneur de Haucourt et de Bazoches, qu'elle avait épousé le 23 novembre 1510. Il fut maître d'hôtel de la duchesse de Vendôme, Marie de Luxembourg. Ils eurent une fille, Marie, qui épousa Christophe d'Averhoult, (famille d'Averhoult), seigneur de Guyancourt. De cette union nait Robert d'Averhoult, seigneur de Tourteron, lieutenant de la compagnie d'ordonnance de Robert de la Marck, Duc de Bouillon. Robert épouse Isabelle de Joyeuse, fille de Robert de Joyeuse, comte de Grandpré, et de Marguerite de Barbançon.
Christophe d'Averhoult a également un frère, Guillaume, et ce dernier engendra notamment Antoine, seigneur de la Lobbe, enseigne de la compagnie d'hommes d'armes d'Henri-Robert de la Marck en 1567, et Jean, seigneur de Guyencourt, lieutenant de 100 hommes d'armes de la compagnie  de Robert IV de La Marck.
C'est donc par tradition familiale que Pierre de la Vieuville rejoint ses cousins Robert et Jean au sein de cette même compagnie comme en témoignent les montres de l'époque, tels que relevées par Fleury-Vindry dans son dictionnaire des États-majors du XVIe siècle : guidon à la compagnie du maréchal Robert IV de La Marck (montre  du 15 octobre 1545)
Pierre de la Vieuville rejoint ensuite la compagnie d'Antoine de Bourbon, duc de Vendôme et roi de-Navarre (montres du 23 avril 1552 et du 13 janvier 1560) où il acquiert le grade de lieutenant (montres du 22 mai 1560 et du 5 aout 1561), année au cours de laquelle Antoine de Bourbon est nommé lieutenant-général du royaume. Ce dernier meurt en 1562, Pierre de la Vieuville perd ainsi un protecteur important.
Pierre de la Vieuville est nommé gouverneur de Mézières (aujourd'hui rattachée à Charleville-Mézières) le 5 mars 1564, soit par Jacques de Clèves, soit pas sa sœur Henriette de Clèves, mariée au duc de Nevers. Or, par leur mère, ces derniers sont neveux d'Antoine de Bourbon, et Jacques a épousé la fille de Robert IV de la Marck. Cette nomination témoigne à la fois de la grande confiance de cette famille dans les capacités militaires et la fidélité de Pierre la Vieuville, Mézières étant alors une pièce maitresse dans la protection des biens des familles de la Marck et de Nevers, et de la protection dont continue à bénéficier Pierre même après la mort de ces deux précédents protecteurs.
Il prend le titre de capitaine de sa propre compagnie dite Vieuville-Chaillevet le 25 décembre 1567. Il est également chargé de Reims, de Linchamps (actuel canton de Monthermé) et du Rethelois. Partout, il veille avec minutie à l'adoption de mesures de sécurité rigoureuses dans les villes qui lui sont confiées (archives du Luxembourg, archives des Ardennes). Il occupe la charge de gouverneur de Mézières jusqu'en novembre 1569, date probable de sa mort. Le duc de Nevers intervient alors auprès du Roi pour transférer la charge à Robert de la Vieuville, son fils.
Il convient de remarquer deux faits :
- Toute sa carrière militaire s'est faite dans la période de lutte entre Charles Quint et Henri II. La cour de France devient au fil du temps le lieu de rencontre des opposants à l'Empereur, où « l'on côtoie des princes désireux de préserver l'indépendance politique de leurs possessions : Guise, Clèves, Farnèse, Este, La Marck »[3] ; les batailles en Picardie et champagne sont nombreuses : Meaux (1544), campagne d'Austrasie en 1552, destruction de Folembray (1553) par les Espagnols, Campagne de Picardie et Saint-Quentin (1557);
- Il fut au service de deux grands militaires qui passèrent leur vie à guerroyer pour la France. Sa carrière témoigne a posteriori de son implication dans les combats menés par ces capitaines.

De ces quelques éléments biographiques, on perçoit à quel point Pierre de la Vieuville fut avant tout un militaire plus qu'un mécène. Le contraste entre la vie de l'homme et les caractéristiques si peu militaires du site en sont d'autant plus saisissantes.
Si l'on accepte l'idée d'une grande proximité entre Pierre de la Vieuville et Robert IV de la Marck, il parait alors possible que Pierre ait fait partie du voyage vers l'Italie en 1550 au moment de l'élection du pape Jules III. C'est pourquoi, il est supposé que le château de Chailvet fut construit d'après un édifice que Pierre vit en Italie. La question de l'architecte reste entière, mais il convient de rappeler qu'à la même période, Jean Bullant construisait à 60 km de là le pont d'inspiration italienne pour le château de La Fère, lieu de naissance d'Antoine de Bourbon.

## Mariage(s) et enfants
- Pierre de la Vieuville, épouse le 3 août 1539 Catherine de la Taste  († 25 janvier 1556) [N 5] auprès de laquelle il est inhumé dans le caveau des seigneurs de l'Eglise de Royaucourt-et-Chailvet. De leur union sont nés :
  - Anne,† avant le 19 février 1570, Épouse Michel d'Aumale, également chevalier de l'ordre, guidon (porte-étendard) à la compagnie de Claude de Lorraine,duc d'Aumale dès janvier 1563 lorsque celui-ci devient le nouveau chef du parti catholique,
  - Marie (religieuse à la Ferté-Millon),
  - Charlotte (1550- † avant 1592[4]), Épouse Jacques de Courseulles en 1576, baron de Saint-Remy, Saint-Illiers le Bois, Cremain, Vaucouture, la Pressiére, les Rotilz, les Mardelles, Franchesse, Blancafort, la Haye-Blanche(14 juillet 1588), Gentilhomme de la Chambre (5 mars 1569),chevalier de l'Ordre (4 mai 1569),enseigne à la compagnie Clermont-Tallart(janv. 1568- mai 1569), chambellan du duc d'Alençon, frère du roi, deuxième fils de Louis (Lô, Loth) de Courseulles et de Jacqueline du Val-Saint-Illiers.
  - Robert.

Son beau-père François de La Taste avait quitté sa Gironde natale ravagée par les guerres pour s'installer à Laon comme grenetier, c'est-à-dire officier au grenier à sel, qui se trouvait à l'emplacement actuel du 21, rue Vinchon enter 1561 et 1574, lieu de jugement en première instance des différents relatifs aux gabelles. Sa belle-sœur Guillemette de La Taste avait épousé Adolphe de Lyons, seigneur de Sy (Ardennes). Les beaux-frères furent compagnons d'armes.

## Galerie de photos

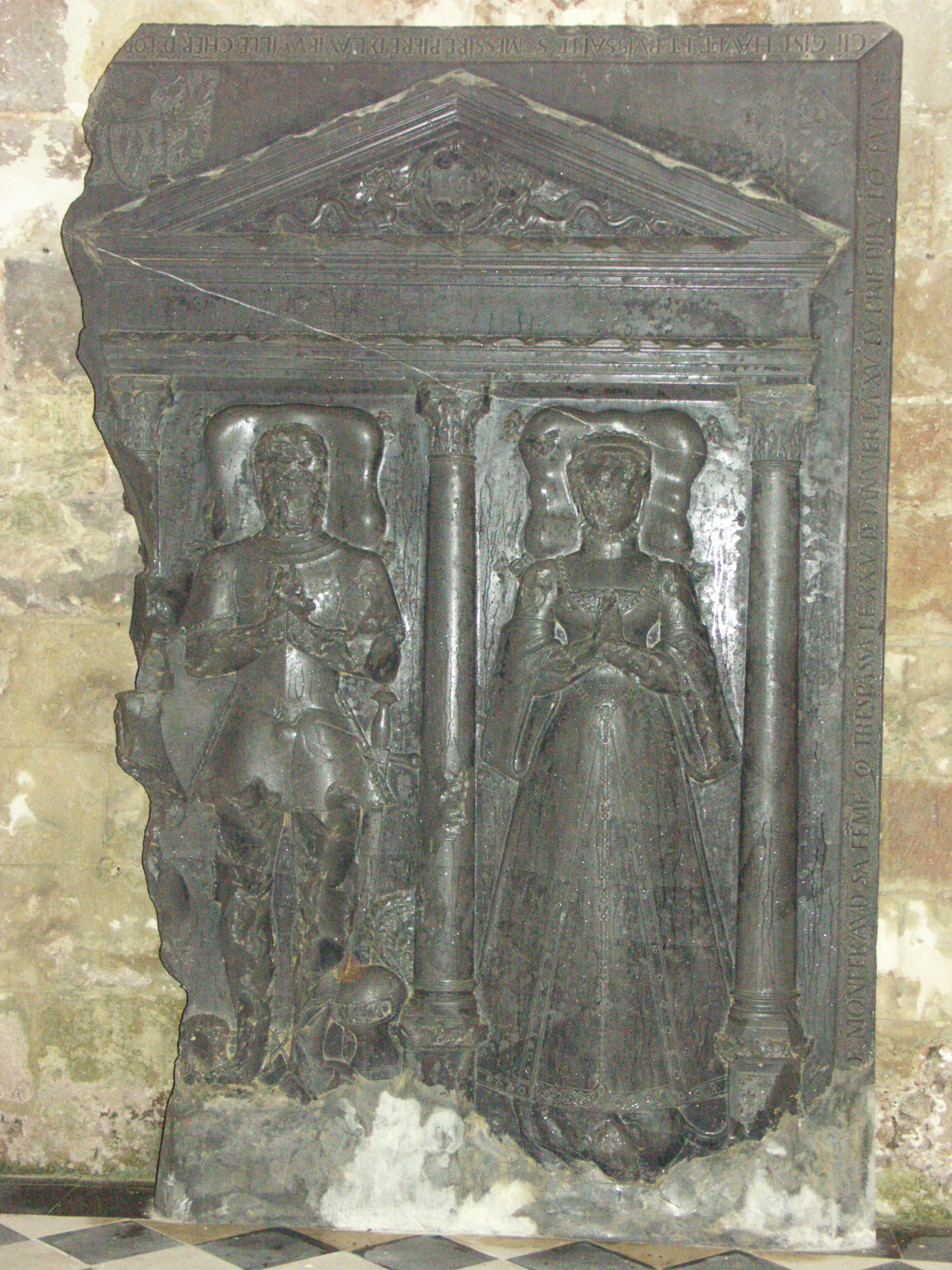
dalle funéraire de Pierre de la Vieuville et sa femme Catherine de la Taste - Église Saint-Julien de Royaucourt et Chailvet, inscrite parmi les monuments historiques
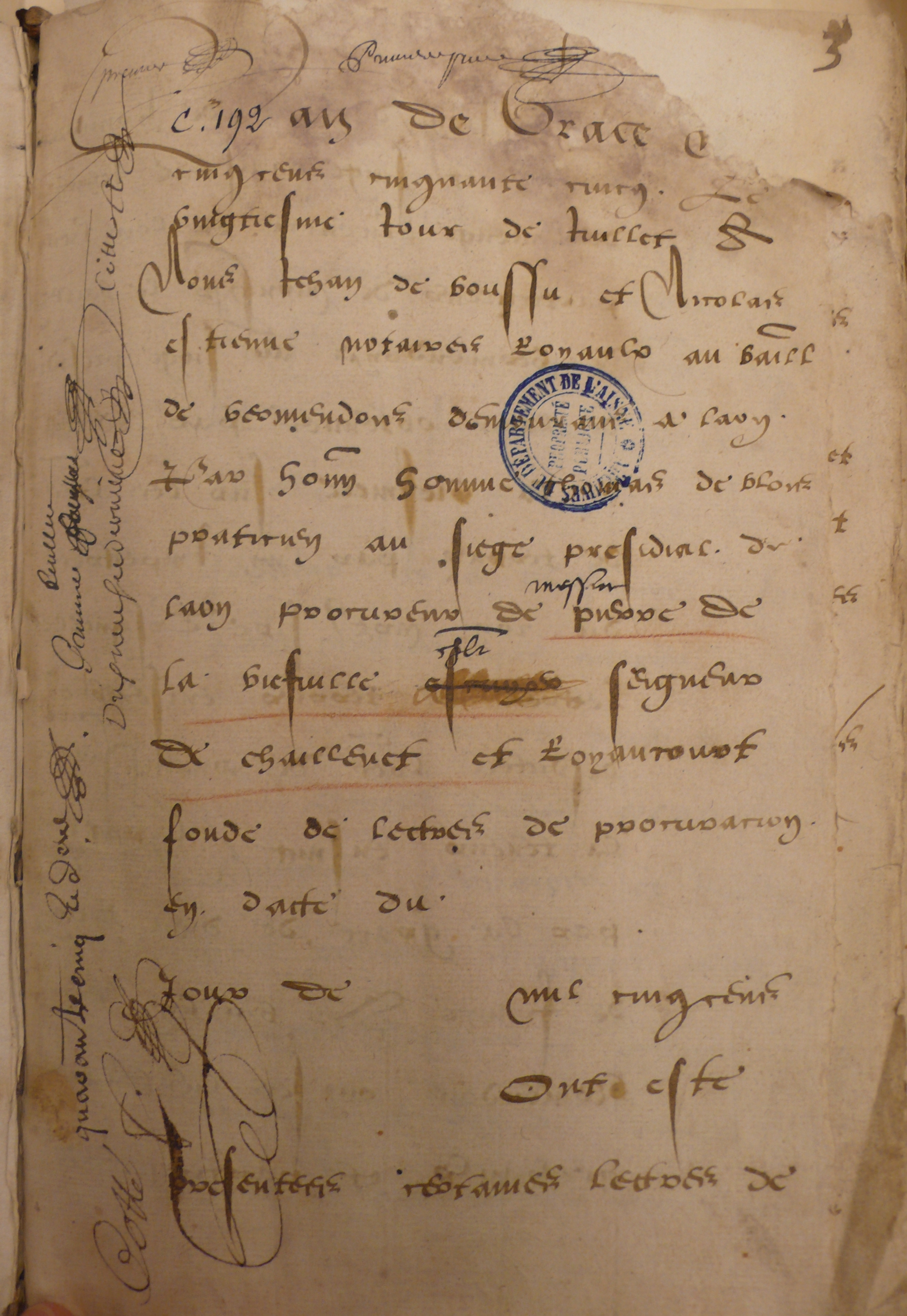
Première page du terrier de la Vieuville - archives de l'Aisne - Cote C192 -  Le 29 juillet 1554, devant le portail de l’Église, assisté des notaires royaux du bailliage du Vermandois, avec tous les habitants convoqués, Pierre fit procéder à l'inventaire de tous ses biens. [N 6]
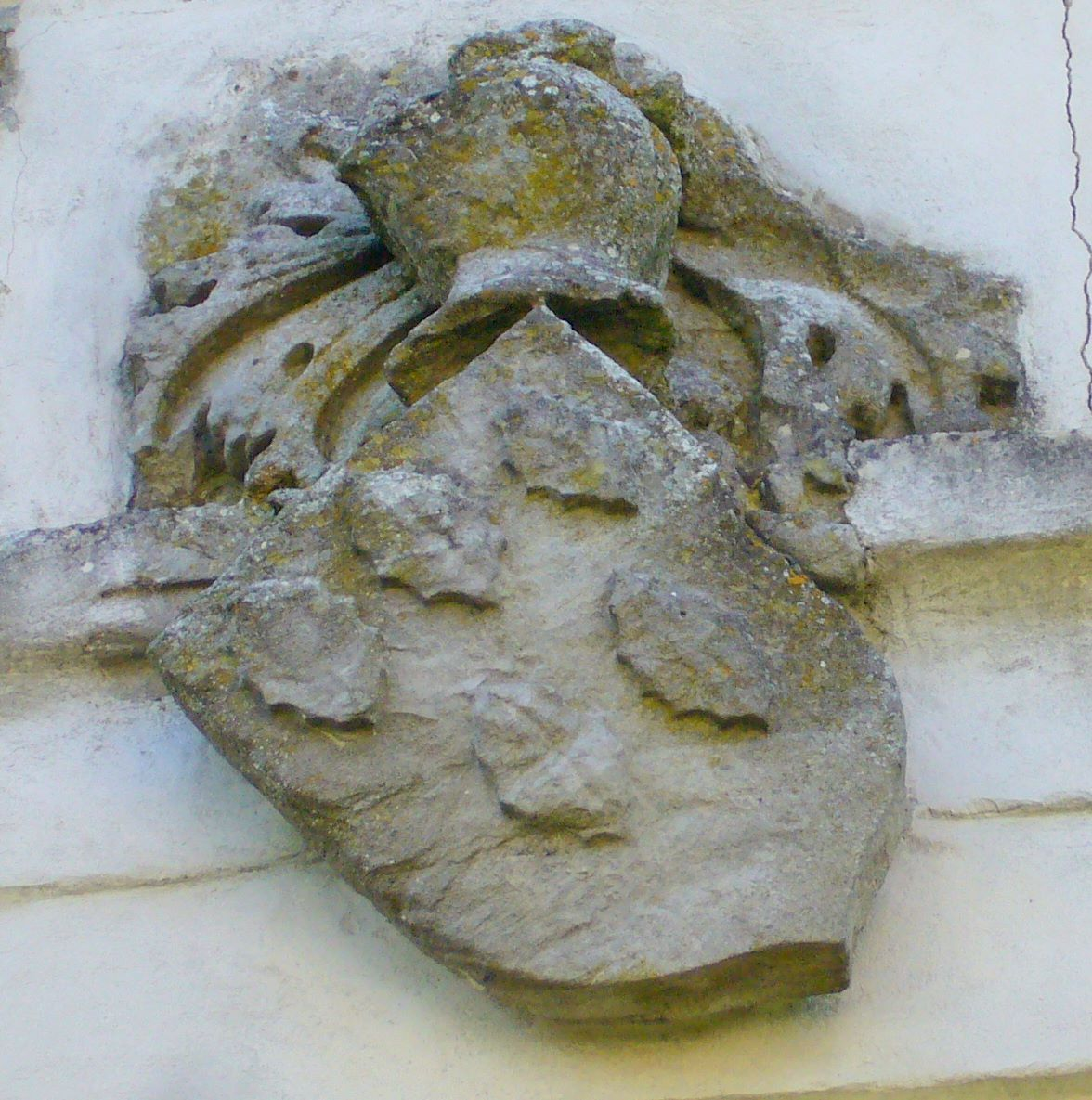
Blason de Pierre de la Vieuville (après 1510 - 1569), tel que visible sur le mur extérieur du colombier du Château